# Marta Domínguez (squash)
Pour les articles homonymes, voir Domínguez et Marta Domínguez.
Marta Domínguez Fernández, née le 2 août 2001 à Vigo, est une joueuse professionnelle de squash représentant l'Espagne. Elle atteint en avril 2024 la 57e place mondiale sur le circuit international, son meilleur classement.
Elle est championne d'Espagne en 2021 et 2024,, succédant à Cristina Gómez, vainqueur de quatre titres consécutifs.

## Biographie
En août 2021, elle remporte son premier titre en challenger. En décembre 2021, elle remporte son second tournoi. Grâce à ces bons résultats, elle intègre le top 100 en janvier 2022.

## Palmarès

### Titres
- Championnats d'Espagne : 2 titres (2021, 2024)

### Finales
- Championnats d'Espagne : 3 finales (2019, 2020, 2023)